# Vilar de Santos
Vilar de Santos è un comune spagnolo di 986 abitanti situato nella comunità autonoma della Galizia.